# Clusia clusioides
Clusia clusioides là một loài thực vật có hoa trong họ Bứa. Loài này được (Griseb.) D'Arcy mô tả khoa học đầu tiên năm 1980.